# Thailand Open (теніс) 2019
Thailand Open 2019 — тенісний турнір, що проходив на відкритих кортах з твердим покриттям True Arena Hua Hin у Hua Hin (Таїланд). Це був перший турнір Hua Hin Championships. Належав до серії International в рамках Туру WTA 2019. Тривав з 28 січня до 3 лютого 2019 року.
Цей турнір замінив Тайбей у Турі WTA.

## Очки і призові

### Нарахування очок
| Дисципліна       | П   | Ф   | ПФ  | ЧФ | 1/8 | 1/16 | Q   | Q2  | Q1  |
| Одиночний розряд | 280 | 180 | 110 | 60 | 30  | 1    | 18  | 12  | 1   |
| Парний розряд    | 280 | 180 | 110 | 60 | 1   | Н/Д  | Н/Д | Н/Д | Н/Д |

### Розподіл призових грошей
| Дисципліна              | П       | F       | ПФ      | ЧФ     | 1/8    | 1/16   | Q2     | Q1   |
| Жінки, одиночний розряд | $43,000 | $21,400 | $11,500 | $6,175 | $3,400 | $2,100 | $1,020 | $600 |
| Жінки, парний розряд    | $12,300 | $6,400  | $3,435  | $1,820 | $960   | Н/Д    | Н/Д    | Н/Д  |

## Учасниці основної сітки в одиночному розряді

### Сіяні пари
| Країна            | Гравчиня         | Рейтинг1 | Сіяна |
| ----------------- | ---------------- | -------- | ----- |
| Іспанія           | Гарбінє Мугуруса | 18       | 1     |
| Франція           | Каролін Гарсія   | 19       | 2     |
| Китайський Тайбей | Сє Шувей         | 27       | 3     |
| КНР               | Чжен Сайсай      | 40       | 4     |
| КНР               | Ч Шуай           | 42       | 5     |
| Австралія         | Айла Томлянович  | 47       | 6     |
| Франція           | Полін Пармантьє  | 55       | 7     |
| Україна           | Даяна Ястремська | 57       | 8     |

- 1 Рейтинг подано станом на 14 січня 2019.

### Інші учасниці
Нижче наведено учасниць, які отримали вайлдкард на участь в основній сітці:
- Каролін Гарсія
- Сабіне Лісіцкі
- Пен Шуай

Нижче наведено гравчинь, які пробились в основну сітку через стадію кваліфікації:
- Дженніфер Брейді
- Дуань Інін
- Прісцілла Хон
- Хлое Паке
- Конні Перрен
- Аранча Рус

### Відмовились від участі
До початку турніру
- Міхаела Бузернеску → її замінила  Анна Блінкова
- Заріна Діяс → її замінила  Катерина Козлова
- Бетані Маттек-Сендс → її замінила  Моніка Нікулеску
- Ван Цян → її замінила  Менді Мінелла

### Знялись
- Тімеа Бабош (запаморочення)
- Ч Шуай (хвороба)

## Учасниці основної сітки в парному розряді

### Сіяні пари
| Країна  | Гравчиня           | Країна  | Гравчиня         | Рейтинг1 | Сіяна |
| ------- | ------------------ | ------- | ---------------- | -------- | ----- |
| Японія  | Мію Като           | Японія  | Ніномія Макото   | 67       | 1     |
| Румунія | Ірина-Камелія Бегу | Румунія | Моніка Нікулеску | 67       | 2     |
| КНР     | Пен Шуай           | КНР     | Ян Чжаосюань     | 77       | 3     |
| США     | Кейтлін Крістіан   | КНР     | Дуань Інін       | 112      | 4     |

- 1 Рейтинг подано станом на 14 січня 2019

### Інші учасниці
Нижче наведено пари, які отримали вайлдкард на участь в основній сітці:
- Сабіне Лісіцкі /  Айла Томлянович
- Нудніда Луангам /  Пеангтарн Пліпич

## Переможниці та фіналістки

### Одиночний розряд
- Даяна Ястремська vs.  Айла Томлянович

### Парний розряд
- Ірина-Камелія Бегу /  Моніка Нікулеску —  Анна Блінкова /  Ван Яфань, 2–6, 6–1, [12–10]